# Автоматная сталь
Автоматная сталь — разновидность конструкционной стали, разработанная для наиболее эффективного массового производства неответственных деталей на станках-автоматах при высокой скорости резания. Эти стали содержат повышенное количество серы и фосфора, обладают хорошей обрабатываемостью резанием.

## Требования к свойствам
Для массового производства метизов (болтов, гаек, шпилек и пр.), а также деталей сложной формы, были разработаны автоматные стали, допускающие производство соответственного качества с наименьшей себестоимостью при использовании станков-автоматов. Такие стали должны обладать наилучшей обрабатываемостью резанием (поскольку большинство операций производится именно таким образом), а значит обладать следующими свойствами:
- лёгким надломом стружки для её быстрого удаления;
- малой шероховатостью получаемой поверхности;
- обеспечивать наименьший износ режущего инструмента;
- допускать резание деталей на повышенных скоростях для увеличения производительности.

## Изготовление
Свойства автоматных сталей обусловливается легирующими примесями и их количеством, а также последующей обработкой.

### Легирование
Для получения необходимых свойств в автоматные стали вводят следующие легирующие добавки (ГОСТ 1414-75 регламентирует химический состав автоматных сталей):
- Сера (0,08—0,2 %) — введение серы приводит к созданию в сплаве сульфидов марганца, способствующих улучшению надлома стружки (дисперсные сульфидные включения нарушают сплошность сплава, в результате стружка ломается, а не навивается на деталь и инструмент), получению низкой шероховатости обработанной поверхности, а также оказывает смазывающее действие (эффект «сухой смазки»), уменьшая трение между обрабатываемой поверхностью, стружкой и инструментом, что повышает стойкость режущего инструмента.
- Фосфор (0,06—0,15 %) — наряду с серой улучшает обработку резанием;
- Свинец (0,15—0,30 %) — повышает стойкость инструмента в 3 раза, а допустимую скорость резания на 25—50 %;
- Селен (0,04—0,10 %);
- Кальций — образует в зоне резания кальцийсодержащий слой толщиной несколько микрометров, играющий роль внутренней смазки и препятствующий адгезии; кроме того, наличие кальция в стали при определённых скоростях резания приводит к возникновению на поверхности обрабатывающего инструмента отложений, предотвращающих и компенсирующих износ;
- Теллур;
- Висмут — обладает способностью смазки в зоне резки;
- Никель;
- Хром;
- Марганец (0,7—1,7 %).

Содержание фосфора и серы в автоматных сталях должно быть строго ограничено из-за побочных отрицательных свойств, которые они придают сплаву.

### Обработка
Для улучшения свойств автоматная сталь дополнительно подвергается:
- диффузионному отжигу при температуре 1100—1150 °С, для устранения ликвации (неоднородности содержания по объёму) серы;
- цементации;
- цианированию;
- закалке с высоким отпуском.

Автоматную сталь выплавляют как в мартеновских печах, так и конвертерным способом.
Для повышения механических свойств и улучшения обрабатываемости резанием прокат автоматической стали поставляют в нагартованном виде.

## Недостатки
Наличие серы и фосфора в повышенных количествах снижает вязкость и пластичность автоматных сталей, поэтому они имеют пониженную прочность и склонны к разрушению. Кроме того фосфор и сера придают такой стали красноломкость и хладноломкость, отрицательно влияющие на её свойство. Для преодоления этих недостатков применяют кальцийсодержащие автоматные стали, лишённые вышеуказанных недостатков.
Автоматная сталь обладает плохой свариваемостью.

## Применение
Из автоматных сталей изготовляют как различные метизы с невысокими требованиями к механическим свойствам (с повышенным содержанием серы и фосфора), так и более ответственные детали — валы, шестерни и др. (кальцийсодержащие стали), а легированные хромистые и хромоникелевые стали с присадкой свинца и кальция используются для изготовления нагруженных деталей в автомобильной и тракторной промышленности. Показатели прочности автоматных сталей соответствуют аналогичным конструкционным, но пластичность их из-за повышенного содержания серы и фосфора в 1,5—2 раза ниже. Ковка автоматных сталей производится в интервале температур 950—1200 °C.

## Маркировка
Автоматные стали обозначают литерой А, последующая цифра в маркировке обозначает содержание углерода в сотых долях процента, далее идёт буквенно-цифровое обозначение легирующих добавок (согласно общему обозначению марок конструкционных сталях).
Автоматные стали А12, А20 с повышенным содержанием серы и фосфора используются для изготовления малонагруженных деталей на станках-автоматах (болты, винты, гайки, мелкие детали швейных, текстильных и других машин). Эти стали обладают улучшенной обрабатываемостью резанием, поверхность деталей получается чистой и ровной. Износостойкость может быть повышена цементацией и закалкой.
Стали А30 и А40Г предназначены для деталей, испытывающих более высокие нагрузки.
Легированные хромистые и хромоникелевые стали с присадкой свинца и кальция АЦ45Г2, АСЦ30ХМ, АС20ХГНМ используются для изготовления нагруженных деталей (закалка от 830—900 °С в масле и отпуск на требуемую твёрдость).